# Fraijanes
Fraijanes ist ein Ort in Guatemala und Verwaltungssitz des gleichnamigen Municipios im Departamento Guatemala. Der Ort liegt rund 30 Kilometer südöstlich von Guatemala-Stadt auf 1585 m Höhe an der Nationalstraße 2, der alten Fernstraße nach El Salvador. Die neue Fernstraße CA 1 (Interamericana) verläuft wenige Kilometer westlich.
Das 96 km² große Municipio erstreckt sich im südöstlichen Bergland des Departamentos Guatemala. Es hat insgesamt rund 40.000 Einwohner, von denen ein Großteil in ländlichen Siedlungen und Dörfern lebt, darunter Puerta del Señor, El Cerrito, Los Verdes, Rabanales, Lo de Dieguez, Don Justo, El Chocolate, Canchón, Pavón, San Andrés Buena Vista, El Retiro, Joya Verde, Las Crucitas, Montebello, Los Cipreces und Pueblo Viejo. Auf dem Gebiet des Municipios befindet sich ein so genanntes Hochsicherheitsgefängnis.
Angrenzende Municipios sind San José Pinula im Nordosten, Santa Catarina Pinula im Norden und Villa Canales im Westen. Im Süden und Osten grenzt Fraijanes an das Departamento Santa Rosa.
Fraijanes gehörte bis 1912 zum Municipio Petapa und dann bis 1924 zu Villa Canales. Am 12. Juni 1924 wurde Fraijanes zum Municipio innerhalb des damaligen Departamentos Amatitlán erhoben, ein Jahr später kam es zum Departamento Guatemala.